# Kraljeva palača, Pariz
Kraljeva palača v Parizu (francosko Palais-Royal, izgovorjava [pa.lɛ ʁwa.jal]) je nekdanja kraljeva palača v 1. okrožju Pariza v Franciji. Zaslonjeno vhodno dvorišče je obrnjeno proti Place du Palais-Royal nasproti Louvra. Prvotno imenovana Palais-Cardinal, je bila zgrajena za kardinala Richelieuja od približno 1633 do 1639, ki jo je zgradil arhitekt Jacques Lemercier. Richelieu jo je zapustil Ludviku XIII., Ludvik XIV. pa svojemu mlajšemu bratu, vojvodi Orléanskemu. Ker so naslednji vojvode Orléanski v preteklih letih naredili tako obsežne spremembe, od Lemercierjevega izvirnega načrta ni ostalo skoraj nič.
Palais-Royal zdaj služi kot sedež ministrstva za kulturo, državnega sveta in ustavnega sveta. Osrednji vrt Palais-Royal (Jardin du Palais-Royal) služi kot javni park, v arkadi pa so trgovine.

## Zgodovina

### Palais-Cardinal
Prvotno imenovana Palais-Cardinal, je bila palača osebna rezidenca kardinala Richelieuja. Arhitekt Jacques Lemercier je začel načrtovati leta 1629; gradnja se je začela leta 1633 in je bila dokončana leta 1639. Vrtove so leta 1629 začeli graditi Jean Le Nôtre (oče Andréa Le Nôtreja), Simon Bouchard in Pierre I. Desgots, načrt pa je ustvaril Jacques Boyceau. Po Richelieujevi smrti leta 1642 je palača postala kraljeva last in dobila novo ime Palais-Royal.
Potem ko je naslednje leto umrl Ludvik XIII., je postal dom kraljice matere Ane Avstrijske in njenih mladih sinov Ludvika XIV. in Filipa, vojvode Anžujskega, skupaj z njenim svetovalcem kardinalom Mazarinom.
Od leta 1649 je bila palača rezidenca izgnanih Henriette Marie in Henriette Anne Stuart, žene in hčerke odstavljenega angleškega kralja Karla I. Obe sta pobegnili iz Anglije sredi angleške državljanske vojne in ju je v zavetje dobil nečak Henriette Marie, kralj Ludvik XIV.
Palais Brion, ločen del blizu ulice de Richelieu zahodno od Palais-Royal, je kupil Ludvik XIV. od dedičev kardinala Richelieuja. Ludvik jo je dal povezati s Palais-Royal. V palači Brion je Ludvik imel svojo ljubico Louise de La Vallière, medtem ko je bila njegova afera z Madame de Montespan še vedno uradna skrivnost.

### Filip I., vojvoda Orléanski
Henrieta Ana je bila 31. marca 1661 poročena z Ludvikovim mlajšim bratom, Filipom Francoskim, vojvodom Orléanskim, v kapeli palače 31. marca 1661. Po njuni poroki je Ludvik XIV. svojemu bratu in ženi dovolil, da uporabljata Palais-Royal kot glavno pariško rezidenco. Naslednje leto je nova vojvodinja v palači rodila hčerko Marie Louise d'Orléans. Ustvarila je okrasne vrtove palače, ki so veljali za ene najlepših v Parizu. Pod novim vojvodskim parom je Palais-Royal postala družabno središče prestolnice.
Palača je bila preurejena in ustvarjena nova stanovanja za vojvodinjine služkinje in osebje. Več žensk, ki so kasneje postale ljubljenke kralja Ludvika XIV., je bilo iz njenega gospodinjstva: Louise de La Vallière, ki je tam rodila dva kraljeva sinova, leta 1663 in 1665; Françoise-Athénaïs, markiza de Montespan, ki je izpodrinila Louise in Angélique de Fontanges, ki je bila v službi druge vojvodinje Orléanske.
Dvorna srečanja v Palais-Royal so bila znana po vsej prestolnici in tudi po vsej Franciji. Prav na te zabave je prihajala in bila videna crème de la crème francoske družbe. Med gosti so bili glavni člani kraljeve družine, kot je kraljica mati, Ana Avstrijska; vojvodinja Montpensier, princa Condé in de Conti. Pogosti obiskovalci so bili tudi Filipovi ljubljenci.
Potem ko je Henrietta Anne umrla leta 1670, si je vojvoda vzel drugo ženo, palatinsko princeso, ki je raje živela v Château de Saint-Cloud. Saint-Cloud je tako postal glavna rezidenca njenega najstarejšega sina in dediča rodbine Orléans, Filipa Karla Orléanskega, znanega kot Duc de Chartres.
Kraljeva akademija za slikarstvo in kiparstvo je zasedala Palais Brion od leta 1661 do 1691 in si jo od leta 1672 delila s Kraljevo akademijo za arhitekturo. Tam je bila nameščena kraljeva zbirka starin pod skrbništvom umetnostnega kritika in uradnega dvornega zgodovinarja Andréja Félibiena, ki je bil imenovan leta 1673.
Približno leta 1674 je vojvoda Orléanski dal Andréju le Nôtreju preoblikovati vrtove Palais-Royal.
Po odpustitvi Madame de Montespan in prihodu njene naslednice, Madame de Maintenon, ki je prepovedala kakršno koli razkošno zabavo v Versaillesu, je bil Palais-Royal spet družbeni vrhunec.
Leta 1692 je kralj ob poroki vojvode de Chartres s Françoise Marie de Bourbon, Mademoiselle de Blois, zakonito hčerko Ludvika XIV. in gospe de Montespan, prepustil Palais-Royal svojemu bratu. Novi par ni zasedel severovzhodnega krila, kjer je prvotno živela Ana Avstrijska, ampak se je namesto tega odločil za bivanje v Palais Brion. Za udobje neveste so zgradili in opremili nova stanovanja v traktu, ki gleda proti vzhodu na ulici de Richelieu.
V tem času je Filip naročil Grande Galerie vzdolž ulice de Richelieu za svojo znamenito zbirko slik, ki je bila lahko dostopna javnosti. Zasnoval jo je arhitekt Jules Hardouin-Mansart, zgrajena je bila okoli 1698–1700, Coypel pa jo je poslikal z virgilijskimi motivi. Stroški te rekonstrukcije so skupaj znašali približno 400.000 livres. Hardouin-Mansartov pomočnik, François d'Orbay, je pripravil splošni načrt lokacije, ki prikazuje Palais-Royal pred temi spremembami.

### Filip II., vojvoda Orléanski
Ko je leta 1701 umrl vojvoda Orléanski, je njegov sin postal vodja rodbine Orléanskih. Novi vojvoda in vojvodinja Orléanska sta se nastanila v Palais-Royal. Tam sta se jima rodili dve hčerki, Charlotte Aglaé d'Orléans, kasneje vojvodinja Modene in Louise Diane d'Orléans, kasneje princesa Conti.
Ob smrti Ludvika XIV. leta 1715 ga je nasledil njegov petletni pravnuk. Vojvoda Orléanski je postal regent mladega Ludvika XV. in ustanovil državno vlado v Palais-Royal, medtem ko je mladi kralj živel v bližnji Tuilerijski palači. Palais-Royal je hranil veličastno umetniško zbirko Orléanskih s približno 500 slikami, ki je bila urejena za javni ogled, dokler ni bila leta 1791 prodana v tujino.
Gilles-Marie Oppenord je naročil, naj leta 1716 preoblikuje stanovanja vojvodinje v pritličju in okrasi veliki apartma palače Brion v lahkotnem in živahnem slogu Régence, ki je napovedoval rokoko, ter regentkina bolj intimna majhna stanovanja. Oppenord je prav tako spremenil Grande Galerie v Palais Brion in ustvaril značilen Salon d'Angle, ki je povezal Grande Appartement z Grande Galerie vzdolž ulice de Richelieu (1719–20; vidno na Turgotovem zemljevidu Pariza iz leta 1739). Vse to delo je bilo izgubljeno, ko je bila Palais Brion leta 1784 porušena zaradi postavitve Théâtre-Français, zdaj Comédie-Française.

### Ludvik Orléanski
Po regentstvu je družabno življenje v palači postalo veliko bolj umirjeno. Ludvik XV. je dvor preselil nazaj v Versailles in Pariz je bil spet prezrt. Enako se je zgodilo s Palais-Royal. Ludvik Orléanski je leta 1723 nasledil svojega očeta kot novi vojvoda Orléanski. On in njegov sin Ludvik Filip sta živela v drugi družinski rezidenci v Saint-Cloudu, ki je bila prazna od smrti Palatinske princese leta 1722.
Claude Desgots je leta 1729 preoblikoval vrtove Palais-Royal.

### Ludvik Filip I.
Leta 1752 je Ludvik Filip I. nasledil svojega očeta kot vojvoda Orléanski. Palais-Royal je kmalu postala prizorišče razvpitih razuzdanosti Louise Henriette de Bourbon, ki se je leta 1743 poročila z Ludvikom Filipom. Zanjo so bila dodana nova stanovanja (v današnjem severnem delu krila Rue-de-Valois) v začetku leta 1750, delo arhitekta Pierra Contant d'Ivryja. Umrla je pri dvaintridesetih letih leta 1759. Bila je mati Ludvika Filipa II. Orleanskega, pozneje znanega kot Filip Égalité. Nekaj let po smrti Louise Henriette se je njen mož na skrivaj poročil s svojo ljubico, duhovito markizo de Montesson, in par je živel v Château de Sainte-Assise, kjer je leta 1785 umrl. Tik pred smrtjo je dokončal prodajo Château de Saint-Cloud kraljici Mariji Antoaneti.

### Ludvik Filip II.
Ludvik Filip II. Orléanski se je rodil v Saint-Cloudu in se pozneje preselil v Palais-Royal ter tam živel s svojo ženo, bogato Louise Marie Adélaïde de Bourbon, s katero se je poročil leta 1769. Vojvoda je nadzoroval Palais-Royal od leta 1780 naprej. Tam se je leta 1773 rodil njun najstarejši sin Ludvik Filip III. Orléanski. Ludvik Filip II. je leta 1785 nasledil svojega očeta kot vodja rodbine Orléanskih.

#### Gledališče Palais-Royal
Palais-Royal je vsebovala eno najpomembnejših javnih gledališč v Parizu, v vzhodnem krilu na ulici Saint-Honoré (na mestu tik zahodno od današnje ulice Rue de Valois). Gradili so ga od leta 1637 do 1641 po Lemercierjevih načrtih in je bilo sprva znano kot Velika dvorana kardinalove palače. To gledališče je od leta 1660 uporabljala Molièrova skupina, takrat pa je postalo znano kot Théâtre du Palais-Royal. Po Molièrovi smrti leta 1673 je gledališče prevzel Jean-Baptiste Lully, ki ga je uporabil za svojo Académie Royale de Musique (uradno ime takratne Pariške opere).
Operno gledališče je leta 1763 uničil požar, vendar je bilo ponovno zgrajeno po načrtih arhitekta Pierre-Louisa Moreauja Desprouxa na mestu nekoliko bolj vzhodno (kjer je danes rue de Valois) in ponovno odprto leta 1770. To drugo gledališče je do leta 1781 uporabljala Opera, ko jo je prav tako uničil požar, vendar ga tokrat niso obnovili. Moreau Desproux je zasnoval tudi sosednje ohranjene vhodne fasade palače Palais-Royal.
Na zahtevo Ludvika Filipa II. sta bili v kompleksu Palais-Royal kmalu po požaru zgrajeni dve novi gledališči. Obe novi gledališči je zasnoval Victor Louis, arhitekt, ki je zasnoval tudi nakupovalne galerije s pogledom na vrt. Prvo gledališče, ki so ga odprli 23. oktobra 1784, je bilo majhno lutkovno gledališče v severozahodnem kotu vrtov na križišču Galerie de Montpensier in Galerie de Beaujolais. Sprva je bilo znano kot Théâtre des Beaujolais, nato kot Théâtre Montansier, nato pa ga je Victor Louis razširil za predstave in opere. Kasneje, začenši s političnimi pretresi revolucije, je bilo to gledališče znano pod številnimi drugimi imeni. Leta 1812 so ga preuredili v kavarno s predstavami, vendar so ga ponovno odprli kot gledališče leta 1831, ko je dobilo ime Théâtre du Palais-Royal, po katerem je znano še danes.
Drugo gledališče Ludvika Filipa II. je bilo večje in je bilo blizu jugozahodnega vogala kompleksa, na ulici de Richelieu. Prvotno ga je namenil za Opero, vendar se ta družba ni hotela vseliti vanjo. Namesto tega ga je ponudil Théâtre des Variétés-Amusantes, prej na boulevard du Temple, od 1. januarja 1785 pa je igral v začasnem gledališču v vrtovih Palais-Royal. Ta družba se je 15. decembra 1789 preimenovala v Théâtre du Palais-Royal in se pozneje po dokončanju preselila v novo gledališče, kjer so ga odprli 15. maja 1790. 25. aprila 1791 je protirojalistična frakcija Comédie-Française, pod vodstvom Talme, zapustila gledališče te družbe na levem bregu (takrat znano kot Théâtre de la Nation, danes pa Odéon) in se pridružila skupini na ulici de Richelieu, ki je takoj spremenila svoje ime v Théâtre Français de la rue Richelieu. Z ustanovitvijo Francoske republike septembra 1792 se je gledališče ponovno preimenovalo v Théâtre de la République. Leta 1799 so se igralci razdeljene skupine ponovno združili v Palais-Royal in gledališče je uradno postalo Comédie-Française, splošno znano tudi kot Théâtre-Français, imena, ki ima še danes.

#### Nakupovalne arkade
Ludvik Filip II.č je med letoma 1781 in 1784 dal Viktorju Ludviku zgraditi šestnadstropne stanovanjske stavbe s pritličnimi kolonadami, obrnjenimi na tri strani vrta palače. Na zunanji strani teh kril so bile pred hišami zgrajene tri nove ulice, ki so prej gledale na vrt: rue de Montpensier na zahodu, rue de Beaujolais na severu in rue de Valois na vzhodu. Nov kompleks je komercializiral tako, da je območje pod kolonadami dal v najem trgovcem na drobno in ponudnikom storitev, leta 1784 pa so nakupovalni in zabaviščni kompleks odprli za javnost. V približno desetletju so bili deli Palais spremenjeni v nakupovalne arkade, ki so postale središče pariškega gospodarskega in družbenega življenja 18. stoletja.
Čeprav je glavni del palače (corps de Logis) ostal zasebni sedež Orléanskih, je bilo v arkadah, ki so obdajale javne vrtove, 145 butikov, kavarn, salonov, frizerskih salonov, knjigarn, muzejev in nešteto okrepčevalnic. Ta maloprodajna mesta so bogati eliti prodajala luksuzno blago, kot so fini nakit, krzna, slike in pohištvo. Trgovine so bile opremljene z velikimi steklenimi okni, ki so nastajajočemu srednjemu razredu omogočala ogledovanje izložb in prepuščanje fantazijam. Tako je Palais-Royal postal ena prvih nakupovalnih arkad v novem slogu in postal priljubljeno prizorišče za zbiranje, druženje in preživljanje prostega časa bogatih. Prenovljeni palačni kompleks je postal ena najpomembnejših tržnic v Parizu. Obiskovali so ga aristokracija, srednji sloji in nižji sloji. Imel je sloves prizorišča prefinjenih pogovorov (ki so se vrteli okoli salonov, kavarn in knjigarn), brezsramne razuzdanosti (bil je priljubljeno zatočišče lokalnih prostitutk), pa tudi leglo prostozidarske dejavnosti.
Palais-Royal, ki je bila zasnovana za privabljanje plemenitega srednjega razreda, je prodajala luksuzno blago po relativno visokih cenah. Vendar pa cene nikoli niso bile odvračilne, saj so te nove arkade postale prostor za nakupovanje in ogled. Arkade so kupcem ponujale obljubo zaprtega prostora stran od kaosa, ki je bil značilen za hrupne in umazane ulice; topel, suh prostor stran od elementov; in varno zatočišče, kjer bi se ljudje lahko družili in preživljali prosti čas. Sprehajanje po arkadah je postalo priljubljena zabava v osemnajstem stoletju za nastajajoče srednje sloje.
Od leta 1780 do leta 1837 je bila palača ponovno središče pariških političnih in družbenih spletk ter mesto najbolj priljubljenih kavarn. Zgodovinska restavracija Le Grand Véfour, ki je bila odprta leta 1784, je še vedno tam. Leta 1786 je filozofski amater postavil opoldanski top, postavljen na začetni poldnevnik Pariza, v katerem so sončni opoldanski žarki, ki so prešli skozi lečo, sprožili top. Opoldanski topovi še vedno streljajo na Palais-Royal, čeprav je večina dam za prodajo izginila, tiste, ki so navdihnile vrstice Abbéja Delilla:
Dans ce jardin on ne rencontre

Ni prés, ni bois, ni fruits, ni fleurs.

Et si l'on y dérègle ses mœurs,

Au moins on y règle sa montre. 
("V tem vrtu ne srečamo ne travnikov, ne gozdov, ne sadja, ne rož. In če kdo zmoti svojo moralo, lahko vsaj ponastavi svojo uro.")
- Zasnova iz leta 1781 Victorja Louisa za vrtno fasado
- Vrt obdan z arkadami leta 2005

Cirque du Palais-Royal, zgrajen v središču vrta, je bil opisan kot »ogromen napol podzemni spektakelski prostor s hrano, zabavo, butiki in igrami, ki se je razprostiral po celotnem parku in o katerem se je govorilo v prestolnici« ." Uničil ga je požar 15. decembra 1798.
Galerie de Bois, niz lesenih trgovin, ki povezujejo konce Palais Royal in obdajajo južni del vrta, so jih navdihnile tržnice v Arabiji, so prvič odprli leta 1786. Za Parižane, ki so živeli tako rekoč brez pločnikov, so bile ulice nevarne in umazane; arkada je bila dobrodošel dodatek k ulični pokrajini, saj je nudila varen prostor, kjer so Parižani lahko ogledovali izložbe in se družili. Tako je palača Palais-Royal začela tisto, kar arhitekturni zgodovinar Bertrand Lemoine opisuje kot »l’Ère des passagescouverts« (doba arkad), ki je preoblikovala evropske nakupovalne navade med letoma 1786 in 1935.
- Pogled na vrt Palais Royal na severu leta 1788 s Cirque du Palais-Royal v središču
- Načrt palače Palais-Royal iz leta 1795

### Palais de l'Égalité in revolucija
Med revolucionarnim obdobjem je Filip Orléanski postal znan kot Filip Égalité in je vladal v Palais de l'Égalité, kot je bila znana med bolj radikalno fazo revolucije. V Parizu je postal priljubljen, ko je vsem Parižanom odprl vrtove palače. V eni od trgovin okoli vrta je Charlotte Corday kupila nož, s katerim je zabodla Jean-Paula Marata. Vzdolž galerij so se zadrževale dame noči, v prostorih v drugem nadstropju pa so bile nastanjene pametne igralnice.
Markiz de Sade je v svoji La philosophie dans le boudoir (Filozofija v spalnici) (1795) omenil zemljišče pred palačo kot mesto, kjer so prodajali progresivne brošure.
Po vojvodovi smrti je lastništvo palače izginilo iz države, zato se je imenovala Palais du Tribunat. Comédie-Française, državno gledališko družbo, je reorganiziral Napoleon z décret de Moscou 15. oktobra 1812, ki je vseboval 87 členov.

### Obnova Bourbonov do drugega cesarstva
Po obnovitvi Bourbonov je v Palais-Royal mladi Alexandre Dumas dobil zaposlitev v pisarni močnega vojvode Orléanskega, ki je med obnovo ponovno prevzel nadzor nad palačo.
Vojvoda je dal Pierre-François-Léonardu Fontainu pripraviti načrte za dokončanje dela, ki ga je vojvodov oče pustil nedokončanega. Fontaineovo najpomembnejše delo je vključevalo zahodno krilo Cour d'Honneur, Aile Montpensier in s Charlesom Percierjem verjetno najbolj znane pariške pokrite arkade, Galerie d'Orléans, ki obdaja Cour d'Honneur na severu strani. Oba sta bila dokončana leta 1830. Galerie d'Orléans je bila porušena v 1930-ih, vendar njene bočne vrste stebrov še vedno stojijo med Cour d'Honneur in vrtom Palais-Royal.
V revoluciji leta 1848 je pariška drhal napadla in izropala kraljevo rezidenco Palais-Royal, zlasti umetniško zbirko kralja Ludvika Filipa. Med drugo francosko republiko se je Palais na kratko preimenovala v Palais-National.
Med drugim francoskim cesarstvom Napoleona III. je Palais-Royal postala dom kadetske veje družine Bonaparte, ki jo je zastopal princ Napoleon, bratranec Napoleona III. Razkošna jedilnica je bila zgrajena v slogu drugega cesarstva in je zdaj znana kot Napoleonova dvorana Državnega sveta.
V zadnjih dneh pariške komune, 24. maja 1871, so komunardi zažgali palačo, ki je veljala za simbol aristokracije, vendar je utrpela manj škode kot druge vladne stavbe. Posledično je postala začasni (in kasneje stalni) dom več državnih institucij, vključno z Conseil d'Etat ali državnim svetom. 

## Palais-Royal danes
Danes je Palais-Royal dom Državnega sveta, Ustavnega sveta in ministrstva za kulturo.

### Južna fasada
- Južno pročelje Palais-Royal, s Conseil d'Etat (Državni svet) v središču

Stavbe palače Palais-Royal so obrnjene proti jugu proti Place du Palais-Royal in Louvru čez ulico Rue de Rivoli. Osrednji del palače zavzema Državni svet. Ima tri nadstropja, na vrhu pa je nizka kupola in zaobljenim pedimentom, napolnjena s skulpturo. Dva obokana prehoda pod osrednjo stavbo vodita na Častno dvorišče zadaj. V vzhodnem traktu na desni strani so uradi Ministrstva za kulturo in komunikacije. Obe krili stavbe imata trikotna pročelja, napolnjena s skulpturami, ki jih navdihuje klasična arhitektura in so značilne za slog Ludvika XIV. 
- Skulptura pedimenta Državnega sveta
- Skulptura južne fasadre, avtor Augustin Pajou

Na zahodni strani stavbe Sveta je Place Colette in Salle Richelieu Comédie Française. Za tem so pisarne Ustavnega sveta. Na levi strani Salle Richelieu je še en majhen trg, Place André Malraux.

### Državni svet
- Napoleon na častnem stopnišču (1807), delo Merry-Joseph Blondel
- Častno stopnišče Državnega sveta s trompe l'oeil poslikavo loka in kipa v prvem nadstropju
- Kupola nad častnim stopniščem s pozlačenimi razpokanimi emblemi granatnega jabolka Filipa Orléanskega
- Salle Napoleon, okrašena 1858-60 za ministrstvo za kolonije Napoleona III.
- Generalna zbornica Državnega sveta
- Murali dvorane generalne skupščine, ki prikazujejo Francijo med delom
- Sodišče za spore Državnega sveta
- Trompe l'oeil strop Tribunala za konflikte

Državni svet, ki ga je ustanovil Napoleon leta 1799, je podedoval številne funkcije prejšnjega kraljevega sveta, deloval je kot svetovalec vlade in neke vrste vrhovno sodišče. Leta 1875 so ga postavili v Palais-Royal.
Ima lastno dvorišče, ki gleda na Place du Palais-Royal in Rue du Rivoli. V notranjosti je veličastno častno podkvasto stopnišče, ki se vzdolž sten vije navzgor do podesta v prvem nadstropju. Okrašeno je z gledališkimi učinki, vključno z jonskimi stebri in slepimi loki, ki dajejo iluzijo obokov. Zdi se, da slika trompe l'oeil v oboku prikazuje pogled na klasični kip, nad katerim putti držijo vence okoli doprsnega kipa kardinala Richelieuja. Stopnišče je izdelal Pierre Contant d'Ivry leta 1765.
Najbolj razkošna soba Sveta je dvorana Tribunala za spore, nekakšna sodna dvorana, nameščena v nekdanji jedilnici vojvodinje Orleanskega, ki jo je leta 1753 zgradil arhitekt Contant d'Ivry. Še vedno ohranja veliko prvotnega okrasja s pilastri in stebri ter okrasnimi medaljoni puttov, ki predstavljajo štiri letne čase in štiri elemente. Na stropu je slika trompe l'oeil iz leta 1852, ki prikazuje balustrado in pogled v nebo.
Dvorana generalne skupščine je bila najprej kapela, nato pa pod Pricem Napoleonom galerija slik. Spremenjena je bila bolj kot katera koli druga soba v Svetu. Na enem koncu je dolga miza, na sredini katere je sedež za podpredsednika skupščine, ki vodi seje, in šest predsednikov sekcij sveta. Okrasje sobe je še posebej bogato in raznoliko, z medaljoni in kamejami ter alegoričnimi slikami, ki ponazarjajo različne zakone in upravne oddelke. Pod njimi so štirje novejši veliki murali, naslikani med letoma 1916 in 1926, na temo Francija na delu. Prikazujejo poljedelstvo (delavci na poljih), trgovino (pristanišče Marseilles), mestno delo (pariški delavci, ki vzdržujejo Place de la Concorde) in intelektualno delo.

### Ministrstvo za kulturo
- Trakt, ki ga zaseda ministrstvo za kulturo
- Hieronimov salon Ministrstva za kulturo poimenovan po Napoleonovem bratu
- Urad ministra za kulturo

Pisarna francoskega ministra za kulturo je v Palais Royale, v stanovanju, ki je bilo prvotno zgrajeno za vojvodo in vojvodinjo Orleanska leta 1820, kasneje pa ga je v 1820-ih zasedel vestfalski kralj Hieronim. Pozlačen in zelo okrašen salon Napoleonovega mlajšega brata ima skulpture, torchieres in druge dekoracije, prvotno v prestolni sobi Tuileriejske palače.

### Ustavni svet
- Stopnice do Ustavnega sveta
- Urad predsednika Ustavnega sveta
- Sejna soba Ustavnega sveta
- Petit Salon Ustavnega sveta
- Oratorij, ki ga je ustvarila princesa Marie Clothilde

Ustavni svet zaseda stanovanje v palači, ki je bilo prvotno zgrajeno med letoma 1829 in 1831 za vojvodo Chartresskega, mlajšega brata kralja Ludvika Filipa, čeprav se je namesto tega odločil živeti v Tuilerijski palači. Po letu 1859 je bil dom princa Napoléona Bonaparta, drugega sina Hieronima, kralja Vestfalije, najmlajšega brata Napoleona I. in njegove žene Marie Clotilde Savojske. Dekor, ki ga je izdelal Fontaine, izhaja iz tega obdobja.
Veliko stopnišče ima dve rami, vsako s podestom, medtem ko je prvo nadstropje obdano z jonskimi stebri in na vrhu s kasetami. Svetloba prihaja iz strešnih oken v obokih, ki se odbijajo od vrste ogledal. Stopnišče krasi doprsni kip iz marmorja, ki predstavlja Rim in je bil prvotno v zbirki kardinala Richelieuja. Sodoben dodatek je lestenec, ki ga je izdelal Claude Lalanne in je bil nameščen leta 1999. Sejno sobo sveta, jedilnico princa Napoleona in Marie Clotilde, je po letu 1860 izdelal državni arhitekt Prosper Chabrol s poslikavami v slogu starodavnih Pompejev. Ena nenavadna značilnost stanovanja je majhen oratorij brez oken, majhen prostor za molitev, s kipom Device in stenami, prekritimi z rdečo in zlato tkanino, narejeno za Marie Clotilde poleg spalnice. Leta 1980 je bila obnovljena v prvotno podobo.

### Cour d'honneur
- Cour d'honneur s postavitvijo stebrov Daniela Burena
- Spominska plošča, poklon Aragu, ki je določil pariški poldnevnik
- Častno dvorišče, na katerem so vidne krogle fontane Palais Royal.

Za Državnim svetom in ločeno od vrtov z dvema vrstama stebrov, ki so bili nekoč del Orleanske galerije, je še eno dvorišče, Cour d'honneur ali častno dvorišče, ki je nastalo v 18. stoletju na temelju, ki ga je naredil Victor Louis. Tri arkade v središču stavbe sveta označujejo prehod na sprednjo stran stavbe. Fasada, obrnjena proti dvorišču, ima pare jonskih stebrov, na vrhu katerih je balustrada, okrašena s štirimi klasičnimi kipi, visokimi tri metre, ki predstavljajo Marsa, Apolona in alegorične figure Preudarnosti in Liberalnosti kiparja Augustina Pajouja, ki so bile predstavljene na Pariškem salonu leta 1769. Na drugi strani balustrade so poznejši kipi Trgovine in Plovbe ter figure Znanosti in Kmetijstva Antoina Gerarda, izdelani okoli leta 1830.
Ministrstvo za kulturo je v letih 1985–86 sponzoriralo dve kiparski deli na dvorišču; prvo, imenovano Foto-Spominek - Les Deux Plateaux, Daniela Burena, je sestavljeno iz kratkih stebrov različnih velikosti, razporejenih po dvorišču. Ideja je ustvariti dve virtualni platformi brez tal; stebri se razlikujejo po višini zaradi razlik v višini iluzornih ploščadi; nekatere vrste stebrov so povsem vodoravne, poravnane z višino baz stebrov galerije  Orleanskih, medtem ko se vsi manjši stebri dvigajo do višine nižje neobstoječe ploščadi; njihova višinska razlika je posledica višinske razlike v delih dvorišča. Vsak steber ima navpične črne in bele pasove.
Drugo delo je sestavljeno iz dveh vodnjakov kiparja Pola Buryja, ki sta znotraj galerije Orleanskih brez strehe, ki ločuje dvorišče od vrtov. Sestavljeno je iz dveh kvadratnih bazenov, od katerih vsak vsebuje sedemnajst poliranih kovinskih krogel različnih velikosti, okoli katerih teče voda. Polirane krogle odražajo arhitekturo arkad okoli njih.
Tretje delo, ki ga je leta 1994 izdelal nizozemski umetnik Jan Dibbets, poteka skozi dvorišče Palais Royale. Imenuje se Poklon Aragu in je poklon francoskemu matematiku Françoisu Aragu, ki je prvi zasnoval začetni poldnevnik Pariza, črte sever–jug, ki poteka skozi središče Pariza in je na francoskih zemljevidih označevala začetni poldnevnik (namesto Greenwicha). Delo je sestavljeno iz sto petintrideset majhnih medeninastih plošč z imenom Arago, pritrjenih na pločnik na črti, ki gre skozi Palais Royal in se razteza na isti osi proti severu in jugu čez Pariz.

### Vrtovi
- Opoldanski top na zelenici za balinanje, ki ga sproži opoldansko sonce
- Vodnjak v vrtovih
- Paul Lemoyne,  Pastir in koza (1830), marmor
- Vrtovi Palais Royal
- Aleja Colette

Prvi vrt palače je leta 1629 zasadil kardinal Richelieu, kjer je danes Častno razsodišče. Leta 1633 je Richelieu pridobil dovoljenje za razširitev vrta severovzhodno na ozemlje, ki ga je zasedalo zastarelo srednjeveško mestno obzidje Pariza. Dobil je tudi dovoljenje za prodajo petinštiridesetih stavb okoli vrta. Velikost novega vrta je bila 170 krat 400 metrov, zaradi česar je bil tretji največji vrt v Parizu, za Tuilerijami in Luksemburškim parkom. Novi vrt je vseboval dolge aleje dreves, dovršene parterje in cvetlične grede, vodnjak v središču in krožno vodno korito na severnem koncu. Glavni inženir hidravlike Jean-Baptiste Le Tellier je zasnoval vodnjak, ki je tako kot Louvrska palača črpal vodo iz črpalke La Samaritaine v Seni.
Vrt je bil večkrat preoblikovan, zlasti leta 1674 André le Notre in njegov nečak Claude Desgots leta 1730. Leta 1817 so pod francoskim kraljem Karlom X. glavni vodni bazen povečali na petindvajset metrov v premeru in vzdolžne parterje predelali leta 1824. Leta 1992 je krajinski vrtnar Mark Rudkin ustvaril nove trate in cvetlične grede, imenovane Saloni zelenja, s sezonskim cvetjem, obdanim z rešetkami, prekritimi s plezalkami. Vrt je bil leta 1920 razvrščen kot francoski zgodovinski spomenik, leta 1994 pa mu je sledil preostali del Palais-Royal.
Sredi zelenice za balinanje na severnem koncu vrta so leta 1786 postavili majhen top. Vsak dan opoldne je izstrelil strel, ki ga je reguliral domiseln mehanizem, ki je za osvetljevanje uporabljal povečevalno lečo, usmerjeno v opoldanski položaj sonca, vžigalica, ki je izstrelila smodnik. Med letoma 1891 in 1911 je uradni opoldne v Franciji določal topovski strel. Ukradli so ga leta 1998, vendar so ga leta 2002 našli in vrnili na svoje mesto.
Dve glavni aleji vrtov sta poimenovani po dveh slavnih prebivalcih sosednjih stavb iz 20. stoletja, pisateljema Colette in Jeanu Cocteauju.